# Nagoya Grampus 2010
Questa voce raccoglie le informazioni riguardanti il Nagoya Grampus nelle competizioni ufficiali della stagione 2010.

## Maglie e sponsor
Le maglie, prodotte da Le Coq Sportif, recano sulla parte anteriore lo sponsor Toyota.
| Manica sinistra · Maglietta · Maglietta · Manica destra · Pantaloncini · Calzettoni | Manica sinistra · Maglietta · Maglietta · Manica destra · Pantaloncini · Calzettoni |  |

## Rosa
| N. |                       | Ruolo | Calciatore         |
| -- | --------------------- | ----- | ------------------ |
| 1  | Giappone (bandiera)   | P     | Seigō Narazaki     |
| 2  | Giappone (bandiera)   | D     | Akira Takeuchi     |
| 3  | Giappone (bandiera)   | D     | Mitsuru Chiyotanda |
| 4  | Giappone (bandiera)   | D     | Tulio              |
| 5  | Giappone (bandiera)   | D     | Takahiro Masukawa  |
| 6  | Giappone (bandiera)   | D     | Shōhei Abe         |
| 7  | Giappone (bandiera)   | C     | Naoshi Nakamura    |
| 8  | Brasile (bandiera)    | C     | Magnum             |
| 9  | Montenegro (bandiera) | C     | Igor Burzanović    |
| 10 | Giappone (bandiera)   | C     | Yoshizumi Ogawa    |
| 11 | Giappone (bandiera)   | A     | Keiji Tamada       |
| 14 | Giappone (bandiera)   | C     | Keiji Yoshimura    |
| 16 | Australia (bandiera)  | A     | Joshua Kennedy     |
| 17 | Giappone (bandiera)   | A     | Yūki Maki          |
| 19 | Giappone (bandiera)   | A     | Keita Sugimoto     |

| N. |                     | Ruolo | Calciatore        |
| -- | ------------------- | ----- | ----------------- |
| 20 | Colombia (bandiera) | C     | Danilson Córdoba  |
| 21 | Giappone (bandiera) | P     | Kōji Nishimura    |
| 22 | Giappone (bandiera) | C     | Kōji Hashimoto    |
| 23 | Giappone (bandiera) | D     | Genta Matsuo      |
| 24 | Giappone (bandiera) | C     | Shinta Fukushima  |
| 25 | Giappone (bandiera) | C     | Mū Kanazaki       |
| 26 | Giappone (bandiera) | D     | Tatsuya Arai      |
| 27 | Giappone (bandiera) | C     | Shō Hanai         |
| 28 | Giappone (bandiera) | C     | Taishi Taguchi    |
| 29 | Giappone (bandiera) | A     | Hikaru Kuba       |
| 31 | Giappone (bandiera) | P     | Toru Hasegawa     |
| 32 | Giappone (bandiera) | D     | Hayuma Tanaka     |
| 33 | Giappone (bandiera) | C     | Ryota Isomura     |
| 38 | Giappone (bandiera) | C     | Alessandro Santos |
| 50 | Giappone (bandiera) | P     | Yoshinari Takagi  |

## Statistiche

### Statistiche di squadra
| Competizione           | Punti | Totale | Totale | Totale | Totale | Totale | Totale | DR  |
| Competizione           | Punti | G      | V      | N      | P      | Gf     | Gs     | DR  |
| ---------------------- | ----- | ------ | ------ | ------ | ------ | ------ | ------ | --- |
| J. League Division 1   | 72    | 34     | 23     | 3      | 8      | 54     | 37     | +17 |
| Coppa Yamazaki Nabisco | -     | 6      | 0      | 3      | 3      | 4      | 9      | -5  |
| Coppa dell'Imperatore  | -     | 4      | 3      | 0      | 1      | 7      | 4      | +3  |
| Totale                 | -     | 40     | 23     | 6      | 11     | 65     | 50     | +15 |

### Statistiche dei giocatori
| Giocatore  | J. League | J. League | J. League   | J. League  | J. League Cup | J. League Cup | J. League Cup | J. League Cup | Coppa dell'Imperatore | Coppa dell'Imperatore | Coppa dell'Imperatore | Coppa dell'Imperatore | Totale   | Totale | Totale      | Totale     |
| Giocatore  | Presenze  | Reti      | Ammonizioni | Espulsioni | Presenze      | Reti          | Ammonizioni   | Espulsioni    | Presenze              | Reti                  | Ammonizioni           | Espulsioni            | Presenze | Reti   | Ammonizioni | Espulsioni |
| ---------- | --------- | --------- | ----------- | ---------- | ------------- | ------------- | ------------- | ------------- | --------------------- | --------------------- | --------------------- | --------------------- | -------- | ------ | ----------- | ---------- |
| Abe        | 31        | -         | 3           | -          | 4             | -             | -             | -             | 1                     | -                     | -                     | -                     | 36       | -      | 3           | -          |
| Arai       | -         | -         | -           | -          | -             | -             | -             | -             | 1                     | -                     | -                     | -                     | 1        | -      | -           | -          |
| Burzanović | 27        | 4         | 5           | 1          | 4             | -             | 2             | -             | 1                     | 1                     | -                     | -                     | 32       | 5      | 7           | 1          |
| Chiyotanda | 16        | -         | 3           | -          | 6             | 1             | -             | -             | 3                     | -                     | -                     | -                     | 25       | 1      | 3           | -          |
| Córdoba    | 26        | 4         | 5           | -          | 5             | -             | 2             | -             | 1                     | -                     | -                     | -                     | 32       | 4      | 7           | -          |
| Fukushima  | 1         | -         | -           | -          | -             | -             | -             | -             | -                     | -                     | -                     | -                     | 1        | -      | -           | -          |
| Hanai      | -         | -         | -           | -          | 4             | -             | -             | -             | 3                     | 1                     | -                     | -                     | 7        | 1      | -           | -          |
| Hashimoto  | -         | -         | -           | -          | 3             | -             | -             | -             | 4                     | -                     | -                     | -                     | 7        | -      | -           | -          |
| Isomura    | -         | -         | -           | -          | -             | -             | -             | -             | 1                     | -                     | -                     | -                     | 1        | -      | -           | -          |
| Kanazaki   | 25        | 4         | 4           | -          | 3             | -             | -             | -             | 2                     | -                     | -                     | -                     | 30       | 4      | 4           | -          |
| Kennedy    | 31        | 17        | 3           | -          | 1             | 1             | -             | -             | -                     | -                     | -                     | -                     | 32       | 18     | 3           | -          |
| Kuba       | -         | -         | -           | -          | 1             | -             | -             | -             | 1                     | -                     | -                     | -                     | 2        | -      | -           | -          |
| Magnum     | 31        | 2         | 2           | -          | 2             | -             | -             | -             | 2                     | 1                     | -                     | -                     | 35       | 3      | 2           | -          |
| Maki       | 6         | -         | -           | -          | 5             | 1             | -             | -             | 4                     | -                     | -                     | -                     | 15       | 1      | -           | -          |
| Masukawa   | 32        | 1         | 4           | 1          | 4             | -             | 2             | -             | 2                     | -                     | -                     | -                     | 38       | 1      | 6           | 1          |
| Matsuo     | -         | -         | -           | -          | -             | -             | -             | -             | 1                     | -                     | -                     | -                     | 1        | -      | -           | -          |
| Nakamura   | 27        | 1         | 5           | -          | 4             | -             | 2             | -             | 3                     | -                     | -                     | -                     | 34       | 1      | 7           | -          |
| Narazaki   | 34        | -         | -           | -          | -             | -             | -             | -             | -                     | -                     | -                     | -                     | 34       | -      | -           | -          |
| Nishimura  | -         | -         | -           | -          | 2             | -             | -             | -             | -                     | -                     | -                     | -                     | 2        | -      | -           | -          |
| Ogawa      | 34        | 2         | 3           | -          | 6             | -             | -             | -             | 2                     | 1                     | -                     | -                     | 42       | 3      | 3           | -          |
| Santos     | 25        | -         | 3           | -          | 2             | -             | -             | -             | 3                     | 1                     | -                     | -                     | 30       | 1      | 3           | -          |
| Sugimoto   | 18        | -         | 1           | -          | 5             | 1             | 1             | -             | 4                     | -                     | -                     | -                     | 27       | 1      | 2           | -          |
| Taguchi    | -         | -         | -           | -          | 2             | -             | -             | -             | 3                     | -                     | -                     | -                     | 5        | -      | -           | -          |
| Takagi     | -         | -         | -           | -          | 4             | -             | -             | -             | 4                     | -                     | -                     | -                     | 8        | -      | -           | -          |
| Takeuchi   | 6         | -         | -           | -          | 2             | -             | 1             | -             | 3                     | -                     | -                     | -                     | 11       | -      | 1           | -          |
| Tamada     | 29        | 13        | 2           | -          | 1             | -             | -             | -             | 2                     | 1                     | -                     | -                     | 32       | 14     | 2           | -          |
| Tanaka     | 33        | -         | 4           | -          | 5             | -             | -             | -             | 3                     | -                     | -                     | -                     | 41       | -      | 4           | -          |
| Tulio      | 29        | 6         | 6           | -          | 2             | -             | -             | -             | -                     | -                     | -                     | -                     | 31       | 6      | 6           | -          |
| Yoshimura  | 14        | -         | -           | -          | 5             | -             | 1             | -             | 2                     | -                     | -                     | -                     | 21       | -      | 1           | -          |